# Torre dello Sperone
(Testo dell'iscrizione posta sulla facciata della torre.)
La torre dello Sperone, o degli Alberti o di San Michele, è una torre medievale di Cagliari, unica testimonianza della cinta muraria, eretta dai pisani nel XIII secolo, a difesa di Stampace. L'edificio, attraversato alla base da un portico, sorge tra la via Portoscalas e la via Ospedale, adiacente all'ospedale militare e alla chiesa di San Michele.
L'iscrizione in latino, posta sul prospetto della torre che guarda alla via Portoscalas, informa che l'opera venne completata nel mese di marzo del 1293, mentre era capitano del comune di Castel di Castro un Alberti, il cui stemma campeggia al centro dell'epigrafe.
La torre, a canna quadrangolare, venne eretta in pietra calcarea. Sulla facciata in via Portoscalas, oltre all'epigrafe citata, ornano l'edificio alcune finestre rettangolari e una sorta di loggetta cieca, costituita da quattro archi a tutto sesto. A tutto sesto è anche l'arco del sottostante portico.